# Cantonul Ghisoni
Cantonul Ghisoni este un canton din arondismentul Corte, departamentul Haute-Corse, regiunea Corsica, Franța.

## Comune
| Comune          | Populație (1999) | Cod poștal | Cod INSEE |
| --------------- | ---------------- | ---------- | --------- |
| Ghisonaccia     | 3 892            | 20240      | 2B123     |
| Ghisoni         | 223              | 20227      | 2B124     |
| Lugo-di-Nazza   | 115              | 20240      | 2B149     |
| Poggio-di-Nazza | 173              | 20240      | 2B236     |